# Акустичні вимірювання
Акусти́чні вимі́рювання — вимірювання основних акустичних величин: швидкості, інтенсивності (сили), висоти, тембру і тиску звуку.
Швидкість звуку вимірюють кількома методами (залежно від середовища). У повітрі її легко визначають, спостерігаючи явище резонансу при піднесенні камертона до мірного циліндра (мал.). У твердих тілах швидкість звуку обчислюється за формулою
,
- де E — модуль пружності,
- ρ — густина середовища.

Інтенсивність, або сила звуку вимірюється потоком звукової енергії через 1 см² за 1 сек. Вимірювання інтенсивності звуку провадять звичайно у закритих приміщеннях. При цьому вимірюють поглинання звуку різними поверхнями, тобто визначають відношення поглинутої звукової енергії до падаючої. Для закритих приміщень істотне значення має вимірювання часу відзвуку, тобто часу, протягом якого інтенсивність звуку зменшується до порога чутності.
Акустична якість приміщень характеризується часом, протягом якого інтенсивність звуку зменшується в 106 разів (реверберація). Важливе значення має вимірювання інтенсивності ультразвуку, при якій починається явище кавітації.
Висота і тембр звуку визначаються з допомогою різних резонаторів, виготовлених для певних частот. Найкращими є кульові резонатори Гельмгольца.